# 장상
장상(張裳, 1939년 10월 3일~)은 대한민국의 학자, 정치인이다. 국무총리 서리이며, 제11대 이화여자대학교 총장을 지냈다.

## 학력
- 숙명여자중학교 졸업
- 숙명여자고등학교 졸업
- 이화여자대학교 수학 학사
- 연세대학교 신학 학사
- 예일 대학교 대학원 신학 석사
- 프린스턴 신학대학원 신학 박사

## 경력
- 1977년~1985년; 이화여자대학교 조교수·부교수
- 1981년~1997년: YWCA聯 부회장
- 1982년~1989년; 세계개혁교회연맹(WARC) 실행위원
- 1985년: 이화여자대학교 인문과학대학 교수
- 1987년~1991년: 세계YWCA 실행위원
- 1989년~1990년: 이화여자대학교 한국문화연구원 원장
- 1989년~1997년: 세계개혁교회연맹 협력과 증언위원회 위원장
- 1990년~1993년: 이화여자대학교 학생처 처장
- 1993년~1996년: 이화여자대학교 인문과학대학 학장
- 1995년~1996년: 이화여자대학교 정보과학대학원 원장
- 1996년: 이화여자대학교 총장
- 2002년: 대통령 비서실 공보관
- 2022년: 국무총리 서리

## 서훈
- 1999년: 국민훈장 모란장

## 가족
- 배우자: 박준서
  - 자녀: 슬하 2남

## 역대 선거 결과
| 실시년도 | 선거        | 대수 | 직책     | 선거구         | 정당   | 득표수   | 득표율          | 순위 | 당락 | 비고 |
| -------- | ----------- | ---- | -------- | -------------- | ------ | -------- | --------------- | ---- | ---- | ---- |
| 2010년   | 7.28 재보선 | 18대 | 국회의원 | 서울 은평구 을 | 민주당 | 33,048표 | \| \| 39.90% \| | 2위  | 낙선 |      |
|          | 39.90%      |      |          |                |        |          |                 |      |      |      |